# Varsity Lakes
Varsity Lakes är en del av en befolkad plats i Australien. Den ligger i kommunen Gold Coast och delstaten Queensland, omkring 79 kilometer sydost om delstatshuvudstaden Brisbane.
Runt Varsity Lakes är det tätbefolkat, med 570 invånare per kvadratkilometer.. Närmaste större samhälle är Gold Coast, omkring 10 kilometer norr om Varsity Lakes. 
Runt Varsity Lakes är det i huvudsak tätbebyggt. Genomsnittlig årsnederbörd är 1 801 millimeter. Den regnigaste månaden är januari, med i genomsnitt 320 mm nederbörd, och den torraste är oktober, med 41 mm nederbörd.